# 方圓哲
方 圓哲（パン・ウォンチョル、방원철）は、大韓民国の軍人。創氏改名時の日本名は方山雄一。

## 経歴
1920年、吉林省延吉県東盛湧龍山芚で自作農の息子として生まれる。1926年、龍山芚龍岩村で朝鮮人が建てた6年制の東震学校の1期生として入学。
卒業後、上級学校に進学しようとしたが、そのためには日本語能力が必須であり、東震学校では朝鮮語で教育が行われていたため、方は日本語がわからなかった。そのため朝鮮総督府が経営費を補助している延吉県勇知郷龍井村の永新小学校の5年次に編入して日本語を学んだ。
1934年、5年制の永新中学校に入学。5学年の時に陸士留学中で休暇を得て母校にやってきた丁一権の演説を聞いた。軍服を着て刀を差した丁一権の姿をかっこよく思い、「独立したら我々も軍隊を持たなければならない」と聞いて、あまり悪い選択ではないだろうとも思ったが、複合的に考えて軍官学校に行こうとは考えなかった。しかし父親が担任教員と話をして軍官学校の願書を提出し、市山という日本人教員から「おい、おまえはこの度軍官学校の試験を受けろ。すべて手続きはしておいたから。受験日に行きなさい」と言われたので入学試験を受けた。
1938年、永新中学校卒業。軍官学校に関心が無かったため、卒業から4か月ほど日本で日本の学校に進学する準備をしていたが、軍官学校の合格通知を受けた父親から軍校へ行かないのなら日本での授業料は送らないと言われ、仕方なく軍官学校に入学することになった。
1939年4月、陸軍軍官学校入学（生徒隊予科第1連第2区隊歩兵科）。1942年12月、陸軍軍官学校第1期卒業。1943年、第6軍管区歩兵第8団第7連で見習軍官を経て少尉任官。1944年、中尉に進級し、第8団直属の重火器中隊の先任将校として服務。
1945年8月17日、河北省承徳市興隆県で敗戦を知った。所属していた部隊が武装解除され八路軍に吸収されてしまったため、11月になって承徳市平泉県にいた家族と合流。その後、新義州経由で妻の実家がある黄海道新幕に向かい、1946年1月中旬に到着した。
1946年2月初め、1人でソウルに行き、そこで朝鮮建国同盟に所属していた朴承煥と崔昌崙に会い、桂洞の呂運亨を訪ねた。同時期に軍事英語学校に入学していたが、卒業2日前に中退し、2月20日に越北して朝鮮人民軍の創設に参与した。密偵教育をする鎮南浦学院で教授として働き、やがて平壌師範学校に配置された。保安幹部訓練大隊部の創設に参加し、中央警備隊大隊長。1946年12月末まで金策や武亭らと2個師団と人民軍総司令部の組織に携わり、号令・兵器・兵器付属品の名称、軍服、肩章などをつくり、新たに士官学校の創設計画を立て、決済まで行ったという。
1946年12月末から1947年1月初旬の時期に金策に呼ばれ、職業転換をすることになり、朝鮮共産党に入党して金日成大学の教授として赴任することになった。寄宿舎の監督、生活規則作成、人民体育の担当・教材作りなどを行い、1947年3月に金日成大学の五月メーデー準備委員長になったが、4月3日に拳銃を持った保安隊員2人がやってきて、方は拘禁された。それから1年3か月間、平壌刑務所に収監。
1948年5月に釈放され、それから1か月ほど家におり、その後3か月間、鉄道線路での労働に従事した。強制労働に従事しながらも越境計画を練り、1948年9月23日に朴俊鎬、李再起、崔昌崙、朴蒼岩と共に越南した。後から逃げてきた妻とその両親を迎え、生活基盤が整った1949年12月に推薦を受けて韓国軍に入隊。任予備役陸軍少領（軍番20039番）、陸軍報国大隊長。
1950年7月12日、大田で現役に編入（軍番116982番）され、第1軍団（軍団長：金弘壹少将）情報参謀補佐官兼情報隊長。
陸軍本部戦史監（初代）、国防部第3局行政課長、第2師団第17連隊副連隊長、第33師団第102連隊長、陸軍本部軍事発展局戦闘課長などを歴任した。
1963年、予備役編入。
2008年4月29日に民族問題研究所と親日人名辞典編纂委員会が発表した親日人名辞典収録対象者軍部門に記載。

## 勲章
- 忠武武功勲章
- 保国勲章光復章